# 東平郡
東平郡（とうへい-ぐん）は、中国にかつて存在した郡。漢代から唐代にかけて、現在の山東省済寧市一帯に設置された。

## 概要
紀元前144年（前漢の景帝中6年）、梁王劉武の子の劉彭離が済東王に封じられると、済東国が置かれた。紀元前116年（元鼎元年）、済東王劉彭離が廃位されると、済東国は廃止され、大河郡が置かれた。紀元前52年（甘露2年）、宣帝の子の劉宇が東平王となり、東平国が立てられた。東平国は兗州に属し、無塩・任城・東平陸・富城・章・亢父・樊の7県を管轄した。王莽のとき、有塩郡と改称された。
後漢が建てられると、東平郡と改称された。39年（建武15年）に光武帝の子の劉蒼が東平公に封じられ、41年（建武17年）に東平王に進んで、東平国がまた立てられた。東平国は無塩・東平陸・富成・章・寿張・須昌・寧陽の7県を管轄した。
曹魏が建国されると、東平国は廃止されて、東平郡とされた。232年（太和6年）、曹徽が東平王となり、東平国が立てられた。
265年（泰始元年）、西晋が建国されると、司馬楙が東平王に封じられ、東平国が立てられた。東平国は須昌・寿張・范・無塩・富城・東平陸・剛平の7県を管轄した。
南朝宋のとき、東平郡は無塩・平陸・須昌・寿昌・范の5県を管轄した。
北魏のとき、東平郡は済州に属した。
583年（開皇3年）、隋が郡制を廃すると、東平郡は廃止されて、兗州および済州に編入された。590年（開皇10年）、済州・兗州・曹州の一部を併合して、鄆州が立てられた。607年（大業3年）に州が廃止されて郡が置かれると、鄆州は東平郡と改称された。東平郡は鄆城・鄄城・須昌・宿城・雷沢・鉅野の6県を管轄した。
621年（武徳4年）、唐が徐円朗を平定すると、東平郡を鄆州と改めた。742年（天宝元年）、鄆州は東平郡と改称された。758年（乾元元年）、東平郡は鄆州と改称され、東平郡の呼称は姿を消した。